# ¡Eureka!

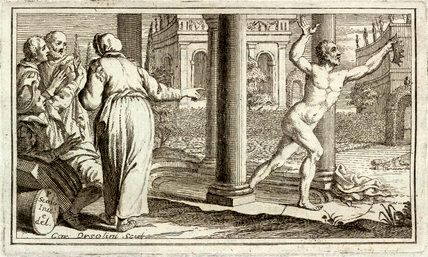
Arquímedes de Siracusa gritando ¡Eureka!

Eureka (en griego εὕρηκα héurēka, "¡Lo descubrí!"; pretérito perfecto del indicativo de εὑρίσκω heurískō, ‘descubrir’) es una famosa interjección atribuida al matemático griego Arquímedes de Siracusa. La exclamación «eureka» es utilizada hoy en día como celebración de un descubrimiento, hallazgo o consecución que se busca con afán.
La historia cuenta que Arquímedes pronunció esta palabra tras descubrir cómo medir el volumen de un cuerpo irregular. Esto le permitió resolver el problema que el rey tirano Hierón II le formuló en relación con la pureza en oro de una corona. Este hallazgo lo realizó al sumergirse en la bañera y ver el agua que se derramaba; tal fue su alegría que salió corriendo a las calles de Siracusa desnudo gritando ¡Eureka! (‘¡Lo he descubierto!’).

## Efecto eureka
El efecto eureka (también conocido como visión o epifanía) se refiere a la experiencia humana común de comprender de repente un problema o concepto previamente incomprensible. Algunas investigaciones describen el efecto eureka como una ventaja de la memoria, pero existen contradicciones acerca de dónde se produce exactamente en el cerebro, y es difícil predecir en qué circunstancias se puede producir.

## Matemáticas
Otro matemático, Carl Friedrich Gauss, se hizo eco de Arquímedes cuando en 1796 escribió en su diario: "!ΕΥΡΗΚΑ num = Δ + Δ + Δ", en referencia a su descubrimiento de que cualquier número entero positivo podría expresarse como la suma de un máximo de tres números triangulares. Este resultado se conoce ahora como el teorema de Gauss, y es un caso especial de lo que más tarde se conoció como el teorema del número poligonal de Fermat.